# Matt Ghaffari
Pour les articles homonymes, voir Ghaffari.
Siamak Ghaffari dit Matt Ghaffari est un lutteur américain spécialiste de la lutte gréco-romaine né le 11 novembre 1961 à Téhéran en Iran.

## Biographie
Lors des Jeux olympiques d'été de 1996 se tenant à Atlanta, il remporte la médaille d'argent en combattant dans la catégorie des -130 kg. Il remporte également une médaille d'argent lors des Championnats du monde de 1991 et 1998, et une médaille de bronze lors des Championnats du monde de 1995.